# 瑞龍寺 (静岡市)

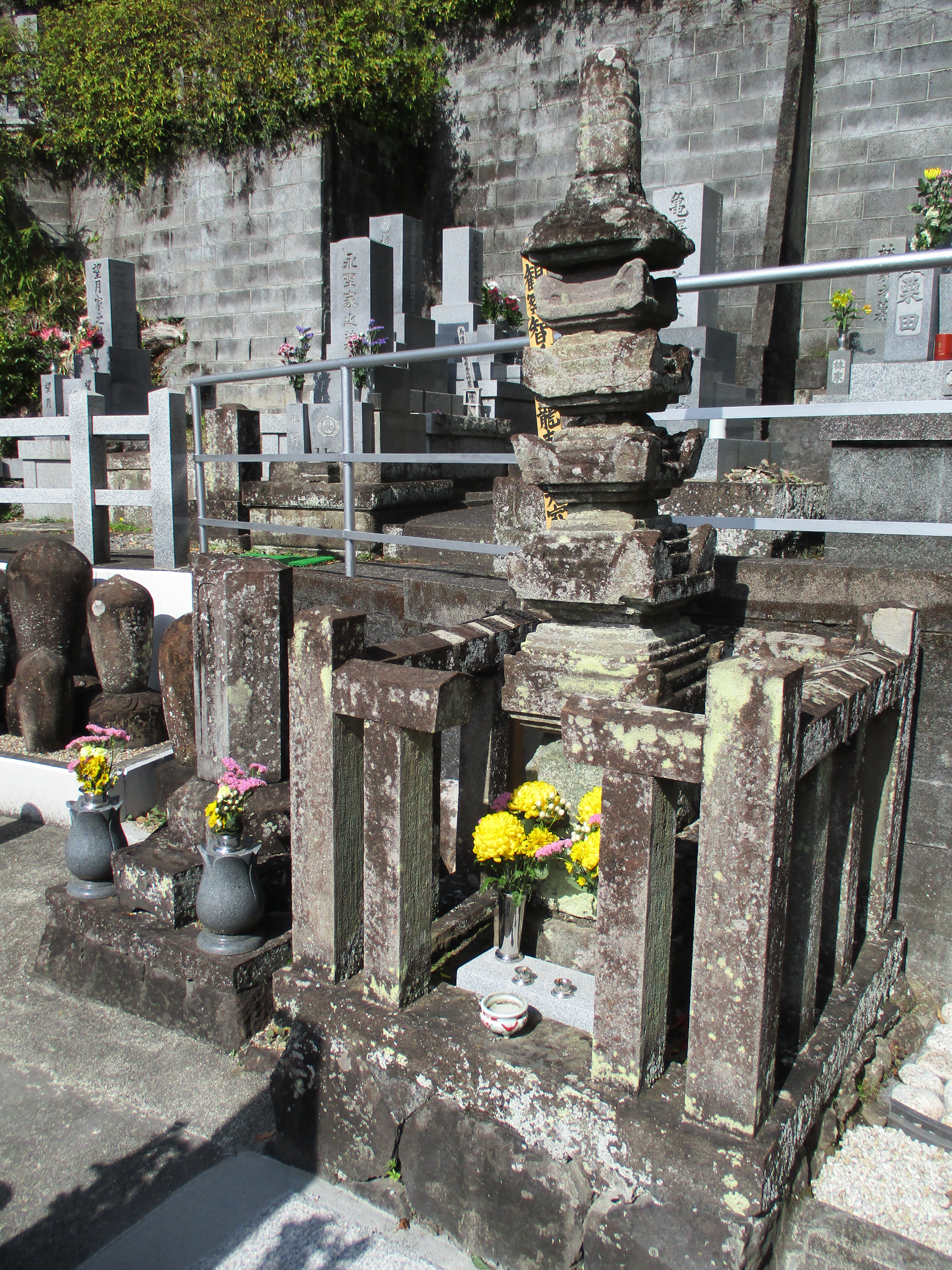
境内の墓地の一角にある朝日姫の墓（2022年3月撮影）。

瑞龍寺（ずいりゅうじ）は、静岡県静岡市葵区井宮町にある曹洞宗の寺院。山号は泰雲山。賤機山の西麓に位置する。

## 歴史
1560年（永禄3年）、能屋梵藝によって開山された。その後、徳川家康が居城を駿府城に定めた際に寺領が与えられている。
当寺には朝日姫（旭姫）が数度にわたり参詣しており墓所もある。朝日姫は豊臣秀吉の妹である。家康に嫁いだ後に駿府に移り、「駿河御前」と称された。しかし大政所の病気見舞いのため上洛し、自らも病に倒れ、そのまま亡くなってしまった。東福寺（京都府京都市東山区）に葬られたが、同寺より遺骨を分骨してもらい、当寺にも葬られた。この瑞龍寺の墓を建立した人物については、秀吉によるという説と家康によるという説がある。秀吉は小田原合戦の帰途に立ち寄って、妹の菩提を弔ったという。
朝日姫にゆかりがあると伝わる資料5点が、2023年（令和5年）度に「瑞龍寺関係資料一括」として静岡市指定文化財に指定された。

## 文化財
- 瑞龍寺関係資料一括（静岡市指定有形文化財）[5]
  - 桐紋蒔絵膳
  - 桐沢瀉紋立湧模様打敷
  - 釈迦三尊 十六羅漢絵像（三幅一対） - 「瑞龍寺由緒書」によると家康から朝日姫のために奉納された[5]。
  - 豊臣秀吉朱印状 - 朝日姫の廟所であることから、秀吉が天正18年（1590年）8月22日付で竹木の伐採等を禁止した文書[5]。
  - 覚（瑞龍寺由緒書）

## 交通アクセス
- 新静岡駅より徒歩25分。